# Municipio de McDougald
El municipio de McDougald (en inglés: McDougald Township) es un municipio ubicado en el condado de Lake of the Woods en el estado estadounidense de Minnesota. En el año 2010 tenía una población de 225 habitantes y una densidad poblacional de 2,46 personas por km².

## Geografía
El municipio de McDougald se encuentra ubicado en las coordenadas 48°45′19″N 94°53′17″O / 48.75528, -94.88806. Según la Oficina del Censo de los Estados Unidos, el municipio tiene una superficie total de 91.36 km², de la cual 91,3 km² corresponden a tierra firme y (0,06 %) 0,06 km² es agua.

## Demografía
Según el censo de 2010, había 225 personas residiendo en el municipio de McDougald. La densidad de población era de 2,46 hab./km². De los 225 habitantes, el municipio de McDougald estaba compuesto por el 91,56 % blancos, el 0,44 % eran afroamericanos, el 0,89 % eran amerindios, el 1,33 % eran asiáticos, el 0,44 % eran de otras razas y el 5,33 % eran de una mezcla de razas. Del total de la población el 0,44 % eran hispanos o latinos de cualquier raza.